# Climat de la Martinique
Le climat de la Martinique est tropical avec deux saisons principales : de juillet à novembre, la saison humide communément appelée hivernage avec un temps généralement pluvieux, et de janvier à mi-avril, la saison sèche communément appelée carême avec un temps généralement ensoleillé et sec,. 

## Description
Les sommets des montagnes (mornes) sont bien arrosés, jusqu'à 8 000 mm de précipitations annuelles. La station météorologique de l'aéroport de Le Lamentin enregistre, en moyenne, 2 085 mm de précipitations par an. 
La température moyenne annuelle varie entre 23 °C et 29 °C.
La saison cyclonique s’étend de début juin à fin novembre avec un pic d’activité en août et septembre.

## Climat à Fort-de-France
Le climat de Fort-de-France est de type tropical humide, caractérisé par des températures moyennes élevées tout au long de l'année (26,5 °C) et un gros volume de précipitations (1 950 mm). Cependant, les températures moyennes mensuelles les plus chaudes sont observées d'août à octobre (31 °C de maximum en journée, 24 à 25 °C minimum la nuit) et les moins chaudes en janvier et février (29 °C maximum en journée et 22 °C minimum la nuit). Comme toute la Martinique, Fort-de-France est soumise au régime des alizés, les vents d'est, dont la circulation générale détermine les saisons pluviométriques. Ainsi, on distingue :
- le carême, de février à avril, saison plus sèche au cours de laquelle les alizés sont moins chargés en humidité (les précipitations moyennes mensuelles sont de 60 à 90 mm) et où le ciel est relativement clair ; les très belles journées n'excluent pas quelques averses ;
- l'hivernage (ou saison des pluies), de juillet à octobre, saison plus chaude au cours de laquelle les averses sont plus nombreuses et plus intenses. Entre deux perturbations, cependant, le temps est beau, le ciel est peu nuageux et les alizés sont faibles. L'hivernage correspond à la période des cyclones tropicaux (ouragans et tempêtes tropicales). Parmi les ouragans les plus violents ou dévastateurs, on retient celui du 19 août 1891, qui avait provoqué la mort de 400 personnes à Fort-de-France (1 000 au total en Martinique), détruit la majeure partie de l'hôpital et du camp militaire de Balata. Lors du passage de l'ouragan Allen, les 3 et 4 août 1980, des pointes de vent de 167 km/h ont été enregistrées à Desaix et on y a relevé 159 mm de précipitations en 18 heures. Lors du passage d'Edith, le 25 septembre 1963, le débit de la Rivière Madame à Fort-de-France a atteint 150 m3/s, alors qu'il varie normalement entre 20 m3/s en période de crue et 0,050 m3/s en période d'étiage[6].

Si les intersaisons (de novembre à janvier, de mai à juin) possèdent des caractéristiques climatiques intermédiaires, elles peuvent être marquées par des épisodes exceptionnels. Ainsi, à cause de l'épisode pluvieux des 4 et 5 mai 2009, les précipitations du mois de mai 2009 ont été les plus fortes enregistrées au cours des cinquante dernières années à Fort-de-France pour un mois de mai (trois fois le volume moyen), provoquant d'importantes inondations.
Une des conséquences du caractère montueux de la majeure partie du territoire de la commune de Fort-de-France et des épisodes de fortes pluies est l'instabilité des versants, avec le risque de glissement de terrain.
Les températures diminuant avec l'altitude, les populations de classes moyennes ou aisées ont recherché ces espaces plus aérés pour y bâtir leurs résidences, comme à Balata, Tivoli, La Redoute ou Haut Didier. Par ailleurs, l'espace végétal et forestier tient encore une grande place dans la ville, surtout sur les pentes du nord de la commune. La végétation mésophile des premières pentes cède la place à la végétation hygrophile (forêt avec lianes et grands arbres) au-dessus de 700 mètres. En outre, les maisons entourées de leurs jardins recèlent d'espèces qui peuvent compléter l'alimentation des citadins foyalais, comme les arbres à pain, les manguiers, les cocotiers…